# Gmina Aseri
Gmina Aseri (est. Aseri vald) – gmina wiejska w Estonii, w  północno-zachodniej części prowincji Virumaa Wschodnia, nad Zatoką Fińską. 30% powierzchni gminy stanowią lasy, 41,5% grunty orne, 11,4% łąki.
W skład gminy wchodzi:
- 1 okręg miejski: Aseri
- 8 wsi: Aseriaru, Kalvi, Kestla, Koogu, Kõrkküla, Kõrtsialuse, Oru i Rannu.